# 临江门大桥
临江门大桥位于中國吉林省吉林市，跨越松花江，连接该市船营区与丰满区，1994年建成通车。独塔双索面斜拉桥。该桥由天津市政设计院设计，中铁大桥局施工。该桥全长686米，塔顶距离松花江面62米，为吉林市重要的市政交通枢纽。